# مهر خوبان (مجموعه تلویزیونی)
مهر خوبان یک مجموعه تلویزیونی محصول سال ۱۳۷۴ به کارگردانی یوسف سیدمهدوی، نویسندگی و یوسف سیدمهدوی تهیه‌کنندگی می‌باشد که از شبکه سه پخش شد. این مجموعه در ۹ قسمت ۴۵ دقیقه‌ای تهیه شد.

## خلاصه داستان
در طی حادثه ای جوانی علاقمند به دختری که دریک خانواده مذهبی تربیت شده‌است می‌شود در ابتدا جوان سعی می‌کند که با دختر طرح دوستی بریزد، ولی موفق نمی‌شود، سپس با خانواده خودش به خواستگاری دختر می‌روند که با جواب منفی روبرو می‌شوند جوان سعی می‌کند با دوستان دوران تحصیل اش یک شرکت تولیدی را، راه بیاندازند بعد متوجه می‌شود که دختر مورد علاقه اش خواهر یکی از همکارانش در شرکت می‌باشد و …

## بازیگران
- صالح میرزاآقایی[۲]
- عنایت الله شفیعی
- آزیتا رضایی
- آزیتا لاچینی
- اکبر آبدیده
- امیررضا دلاوری[۳]
- امین حیایی
- داریوش رضوانی
- سمیرا سیاح
- شهرام حقیقت‌دوست[۴]
- فریبرز سمندرپور
- محسن آراسته
- محسن قاضی‌مرادی
- محمد رجبی
- محمدتقی شریفی
- محمود عزیزی
- مریلا زارعی
- مژگان رودبارانی
- مهتاج نجومی
- مهوش وقاری
- هراند هاکوپیان